# Sinornithomimus
 Sinornithomimus  ist eine Dinosauriergattung aus der Gruppe der Ornithomimosauria innerhalb der Theropoda. Er lebte in der frühen Oberkreide im heutigen Ostasien.

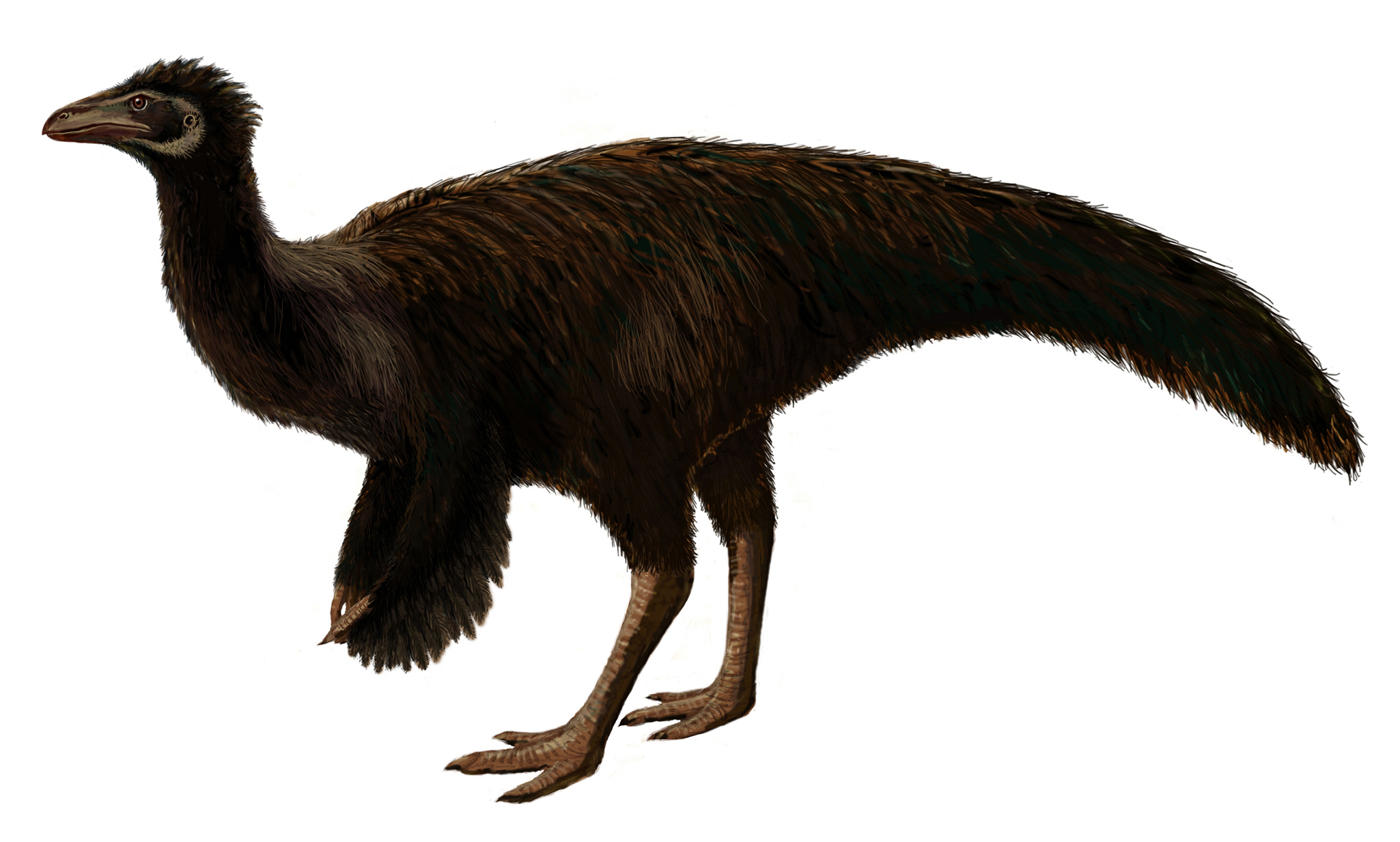
Spekulative Lebendrekonstruktion von Sinornithomimus nach dem Vorbild eines Emus.

## Merkmale
Sinornithomimus glich in seinem Körperbau den übrigen Vertretern der Ornithomimidae: es war ein schlanker, leicht gebauter Dinosaurier, der sich biped (auf den Hinterbeinen) fortbewegte. Der kleine, leicht gebaute Schädel saß auf einem langen Hals. Die Schnauze war langgestreckt und an der Spitze mit einem Hornschnabel versehen, wie alle Ornithomimidae war er zahnlos. Die großen Augen saßen seitlich am Kopf. Die Vordergliedmaßen waren relativ groß, aber schwach gebaut. Die Hände trugen drei Finger, die mit stumpfen Krallen versehen waren. Die Hinterbeine waren länger als die Vorderbeine, die Unterschenkel und die Mittelfußknochen verlängert. Der Fuß wies drei nach vorne ragende Zehen auf. Von anderen Ornithomimidae unterscheidet er sich in Details im Schädelbau wie eine Einbuchtung im Scheitelbein.

## Paläobiologie
Aufgrund des Baus der Hinterbeine wird vermutet, dass Sinornithomimus schnell laufen konnte. Bei der Fundstelle wurden die Überreste von zumindest 14 Tieren, darunter auffallend viele (11) Jungtiere. Bei den Jungtieren war das Schienbein im Verhältnis zum Oberschenkelknochen noch kürzer, sie haben daher wahrscheinlich noch nicht die Geschwindigkeit ausgewachsener Tiere erreicht. Der Fund legt nahe, dass diese Dinosaurier zumindest zeitweise in Gruppen zusammenlebten – möglicherweise aus Schutz vor Räubern. Sie dürften alle gemeinsam, vielleicht durch eine Naturkatastrophe, umgekommen sein.
In der Bauchhöhle dieser Tiere wurden Gastrolithen (Magensteine) entdeckt. Die Position des Gastrolithen innerhalb des Rumpfes könnte darauf hindeuten, dass die Dinosaurier ähnlich wie heutige pflanzenfressende Vögel einen Muskelmagen besessen haben und Magensteine zur besseren Zerkleinerung der Nahrung verschluckt haben. Diese Entdeckung ist ein Hinweis darauf, dass diese Tiere Pflanzenfresser gewesen sein könnten.

## Entdeckung und Benennung
Die fossilen Überreste von Sinornithomimus wurden in der Ulansuhai-Formation in der Inneren Mongolei (China) gefunden und 2003 erstbeschrieben. Der Name bedeutet „Chinesischer Vogelnachahmer“ und ist eine Referenz an Ornithomimus, den ersten bekannten Vertreter der Ornithomimosauria. Typusart und einzig beschriebene Art ist Sinornithomimus dongi. Die Funde werden in die frühe Oberkreide (Turonium) auf ein Alter von 94 bis 90 Millionen Jahre datiert. Damit ist dieser Dinosaurier einer der älteren Vertreter der Ornithomimidae.